# Heading for Tomorrow
Heading for Tomorrow es el primer álbum de estudio de la banda alemana de power metal Gamma Ray, publicado a través de Noise Records el 19 de febrero de 1990. En el 2003, el álbum fue reeditado, inclusive con una diferente portada.

## Lista de canciones
1. "Welcome" (Hansen) – 0:57
2. "Lust for Life" (Hansen) – 5:19
3. "Heaven Can Wait" (Hansen) – 4:28
4. "Space Eater" (Hansen) – 4:34
5. "Money" (Hansen) – 3:38
6. "The Silence" (Hansen) – 6:24
7. "Hold Your Ground (Hansen) – 4:49
8. "Free Time" (Scheepers) – 4:56
9. "Heading for Tomorrow" (Hansen) – 14:31
10. "Look at Yourself" (Hensley) – 4:45 (cover de Uriah Heep)

## Créditos
Gamma Ray
- Ralf Scheepers - voz
- Kai Hansen - guitarra
- Uwe Wessel - bajo
- Mathias Burchardt - batería

Artistas invitados
- Dirk Schlächter - bajo en "Space Eater" y "Money"
- Tommy Newton - guitarra en "Freetime"
- Tammo Vollmers - batería en "Heaven Can Wait"
- Mischa Gerlach - teclados